# Ichneutica chryserythra
Ichneutica chryserythra là một loài bướm đêm trong họ Noctuidae.